# Олімпіадівка (Золотоніський район)
Олімпіа́дівка — село в Україні, у Золотоніському районі Черкаської області, Входить до складу Драбівської селищної громади.

## Географія
Селом протікає річка Козак, права притока Чумгаку.

## Населення

### Мовний склад
Рідна мова населення за даними перепису 2001 року:
| Мова       | Чисельність, осіб | Доля     |
| ---------- | ----------------- | -------- |
| Українська | 285               | 98,28 %  |
| Російська  | 5                 | 1,72 %   |
| Разом      | 290               | 100,00 % |